# 新庄 (野々市市)
新庄（しんじょう）は、石川県野々市市の字のひとつ。現行行政地名は新庄一丁目から新庄六丁目。郵便番号は921-8824。

## 概要
金沢市、白山市と接する野々市市南部地区。旧富奥村の大字であることから富奥地区に分類される。商業店舗が多数立地している。
野々市町と合併の際、上新庄と下新庄が統一され1つの地域になったが、町内会などは現在も一、二丁目が上新庄、三 〜 六丁目が下新庄と分かれている。
手取川の七ヶ用水のひとつである富樫用水が流れ、木呂川と林口川の分岐点がある。

## 歴史
- 1889年（明治22年）4月1日 - 周辺13か村との合併による富奥村発足により石川郡富奥村字上新庄・石川郡富奥村字下新庄となる。
- 1955年（昭和30年）4月1日 - 野々市町と富奥村の合併により上新庄と下新庄が合併し石川郡野々市町字新庄となる。
- 1978年（昭和53年）12月 - 住居表示が野々市町新庄一 〜 六丁目に変更される[4]。

## 世帯数と人口
2018年（平成30年）3月31日現在の世帯数と人口は以下の通りである。
| 丁目       | 世帯数    | 人口    |
| ---------- | --------- | ------- |
| 新庄一丁目 | 221世帯   | 461人   |
| 新庄二丁目 | 302世帯   | 754人   |
| 新庄三丁目 | 323世帯   | 706人   |
| 新庄四丁目 | 218世帯   | 520人   |
| 新庄五丁目 | 305世帯   | 685人   |
| 新庄六丁目 | 152世帯   | 413人   |
| 計         | 1,521世帯 | 3,539人 |

## 小・中学校の学区
市立小・中学校に通う場合、学区は以下の通りとなる。
| 丁目       | 番・番地等 | 小学校               | 中学校                 |
| ---------- | ---------- | -------------------- | ---------------------- |
| 新庄一丁目 | 全域       | 野々市市立富陽小学校 | 野々市市立野々市中学校 |
| 新庄二丁目 | 全域       | 野々市市立富陽小学校 | 野々市市立野々市中学校 |
| 新庄三丁目 | 全域       | 野々市市立富陽小学校 | 野々市市立野々市中学校 |
| 新庄四丁目 | 全域       | 野々市市立富陽小学校 | 野々市市立野々市中学校 |
| 新庄五丁目 | 全域       | 野々市市立富陽小学校 | 野々市市立野々市中学校 |
| 新庄六丁目 | 全域       | 野々市市立富陽小学校 | 野々市市立野々市中学校 |

## 施設
- 池田病院
- 野々市市南部・北部浄水場
- NTTタウンページ株式会社 北陸営業部
- ケーズデンキ野々市新庄店
- V・drug新庄店
- バロー新庄店（旧フレッシュアリーナ）
- ホームセンタームサシ金沢南店
- シャトレーゼ 野々市新庄店
- はくさん信用金庫 野々市南支店
- クスリのアオキ新庄店

## 交通

### バス路線
- 北陸鉄道：30番・31番額住宅線、33番・60番四十万金石線、33番四十万線
- 北鉄金沢バス:33番辰口線
- 加賀白山バス：鳥越線、白峰線
- ののいちバス・のっティ、のんキー

### 道路
- 石川県道22号金沢小松線（加賀産業開発道路）
  - 金沢外環状道路（山側幹線）
- 石川県道179号野々市鶴来線